# Tulbagie
Tulbagie (Tulbaghia) je rod rostlin z čeledi amarylkovité. Jsou to hlíznaté, česnekově vonící byliny s trávovitými listy a květy v okolíkovitém květenství. Plodem je tobolka. Rod zahrnuje 28 druhů a je rozšířen převážně jen v jižních oblastech Afriky, zejména v Kapsku.
Tulbagie mají význam v domorodé medicíně jižní Afriky a některé druhy slouží i jako potravina. Tulbagie fialová a tulbagie vonná jsou pěstovány jako okrasné trvalky. Tulbagie fialová je v České republice často prodávána pod triviálním názvem česneková tráva nebo také pokojový česnek.

## Popis
Tulbagie jsou stálezelené nebo zatahující byliny s podzemním, krátkým až hlízovitým oddenkem. Při rozemnutí obvykle voní po cibuli nebo po česneku. Listy jsou řemenovité, uspořádané v přízemní růžici, v době květu zpravidla vyvinuté. Květní stvol je zakončen okolíkem květů podepřeným 2 velkými listeny. Květy jsou obvykle purpurové, bílé nebo zelené. Okvětní lístky jsou asi do poloviny srostlé ve válcovitou okvětní trubku. V ústí trubky je korunka tvořená 3 nebo i více šupinami, které jsou u některých druhů srostlé do zbytnělého, dužnatého kruhu. Někdy má korunka jinou barvu než okvětí (oranžová nebo hnědá). Tyčinky jsou uspořádány ve 2 kruzích. Semeník nese krátkou čnělku zakončenou knoflíkovitou bliznou. Plodem je tobolka, otevírající se v horní části 3 chlopněmi. Semena jsou černá, klínovitého tvaru.

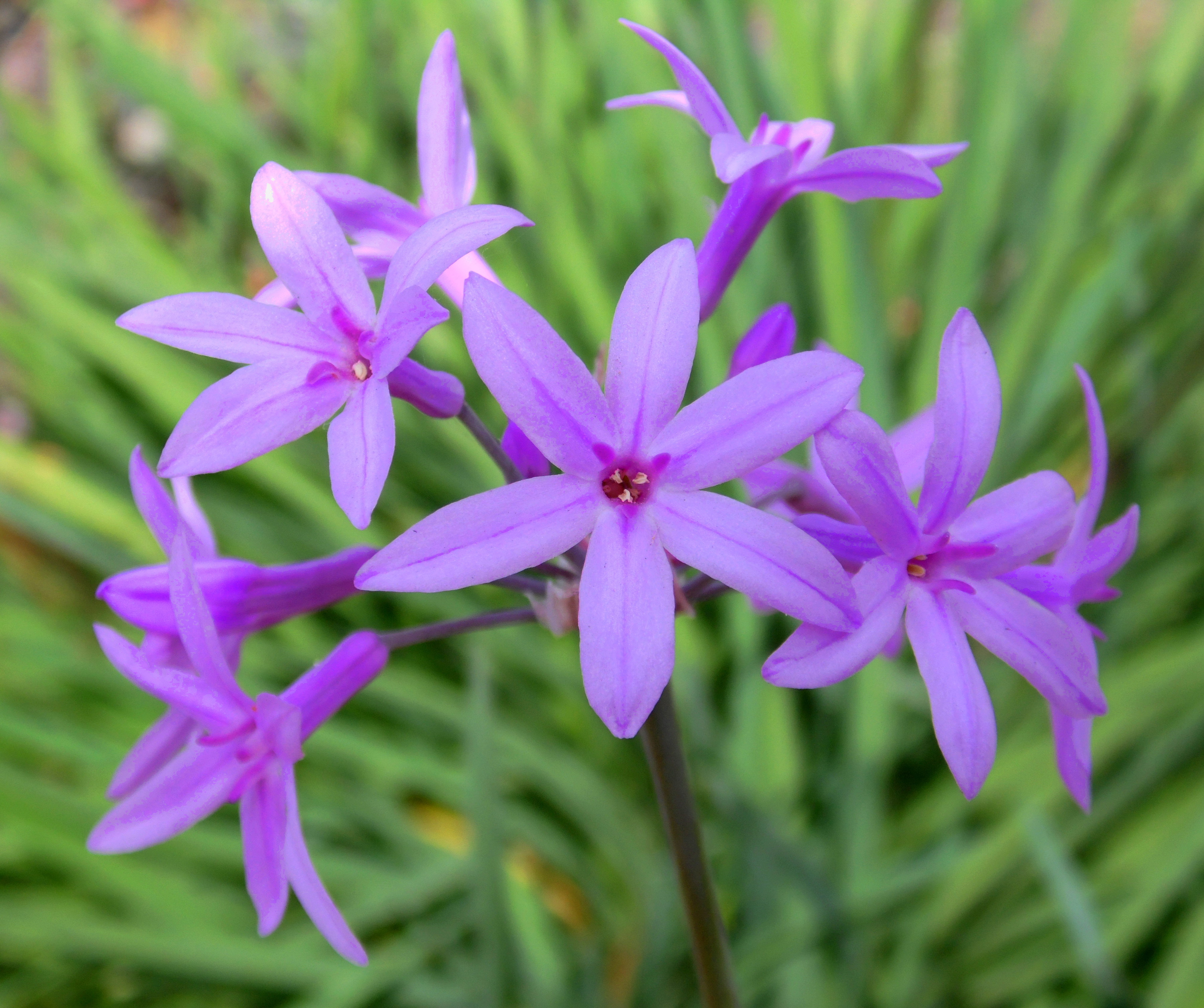
Detail květů tulbagie fialové
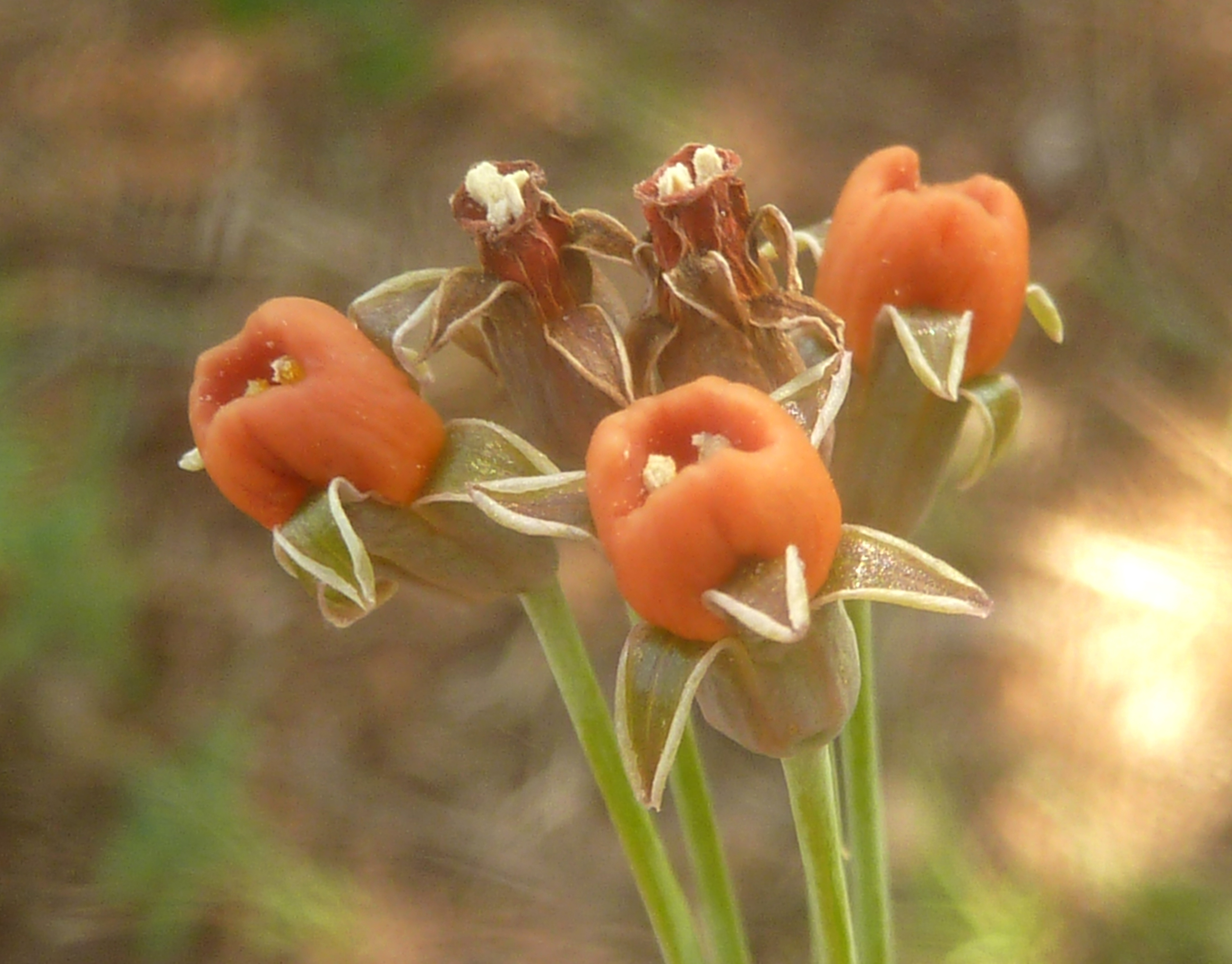
Květy Tulbaghia acutiloba s dužnatou oranžovou korunkou
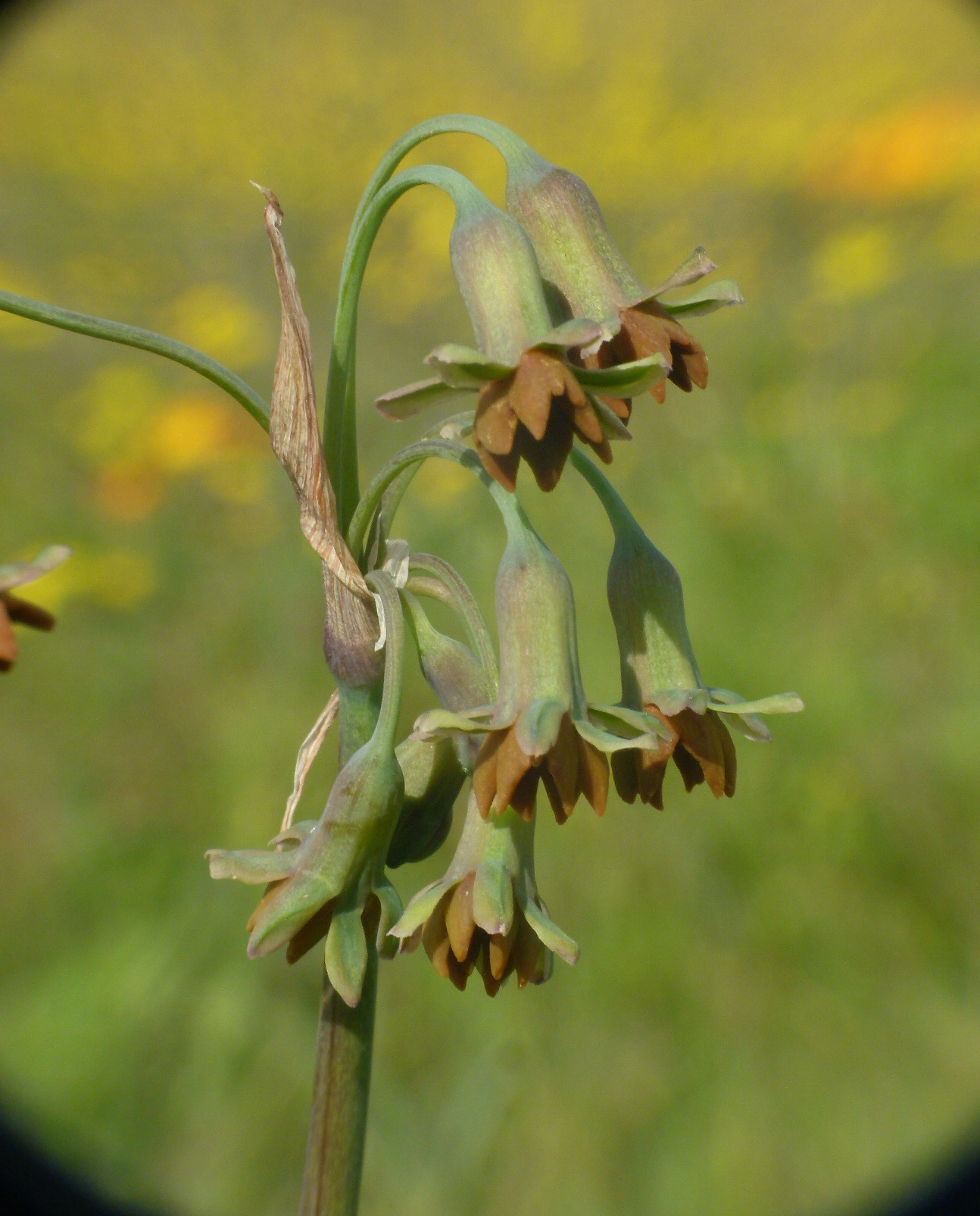
Květenství Tulbaghia capensis
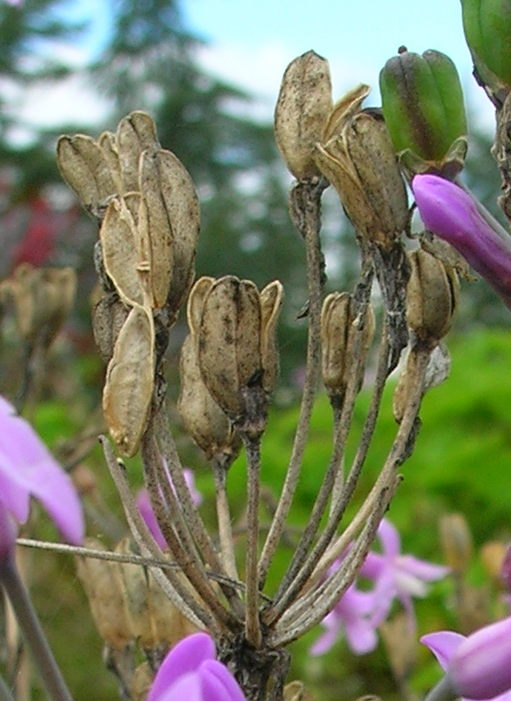
Plodenství tulbagie fialové

## Rozšíření
Rod tulbagie zahrnuje 28 druhů a je rozšířen výhradně v subsaharské Africe. Největší počet druhů se vyskytuje v jižních částech kontinentu, zejména v oblasti Kapska (15 druhů), Severozápadní provincie (10 druhů) a KwaZulu-Natal (9 druhů).
Nejdále na sever zasahují druhy Tulbaghia rhodesica (do Tanzanie) a T. cameronii (do Kamerunu). Za vývojové centrum rodu je považováno Východní Kapsko.
Rostliny nejčastěji rostou na travnatých kamenitých pláních a skalních výchozech, některé druhy se vyskytují na bažinatých březích řek. Většina druhů roste v oblastech s letními dešti, zatímco druhy T. capensis a T. alliacea rostou v oblastech zimních dešťů.

## Ekologické interakce
Květy řady druhů ve večerních a nočních hodinách sladce či hřebíčkově voní, zatímco přes den je jejich vůně mdlá. Jsou opylovány můrami. Tulbagie fialová a tulbagie vonná mají nápadné, světle fialové květy, které jsou opylované motýly nebo včelami. Rostliny se obvykle rozrůstají prostřednictvím shluků drobných hlízek, tvořících se z mateřské hlízy. Pro tuto vlastnost se tulbagiím někdy říká society garlic (společenský česnek).

## Zajímavosti
Většina druhů tulbagií má intenzivní česnekový pach, který vytrvává i u sušených rostlin po dlouhou dobu. Je dokonce zřetelný i u originálních Linnéových položek z konce 18. století.

## Obsahové látky
Tulbagie obsahují podobně jako česneky prchavé sulfonované sloučeniny, které způsobují jejich česnekovou vůni. Po biochemické stránce jsou dosud na rozdíl od česneků jen málo prozkoumané. U tulbagie fialové byly zjištěny 3 blíže neidentifikované deriváty cystein sulfoxidu a enzym C-S lyáza. Dále byly zjištěny flavonoidy kempferol, kvercetin a myricetin.

## Taxonomie
Rod Tulbaghia je v rámci čeledi Amaryllidaceae řazen do podčeledi Allioideae a tribu Tulbaghieae. Je to jediný rod daného tribu. Od ostatních rodů bývalé čeledi Alliaceae (Allium, Agapanthus aj.) se Tulbaghia odlišuje zejména podzemními orgány (zkrácený oddenek namísto cibule).

## Zástupci
- tulbagie fialová (Tulbaghia violacea)
- tulbagie vonná (Tulbaghia simmleri, syn. T. fragrans)

## Význam

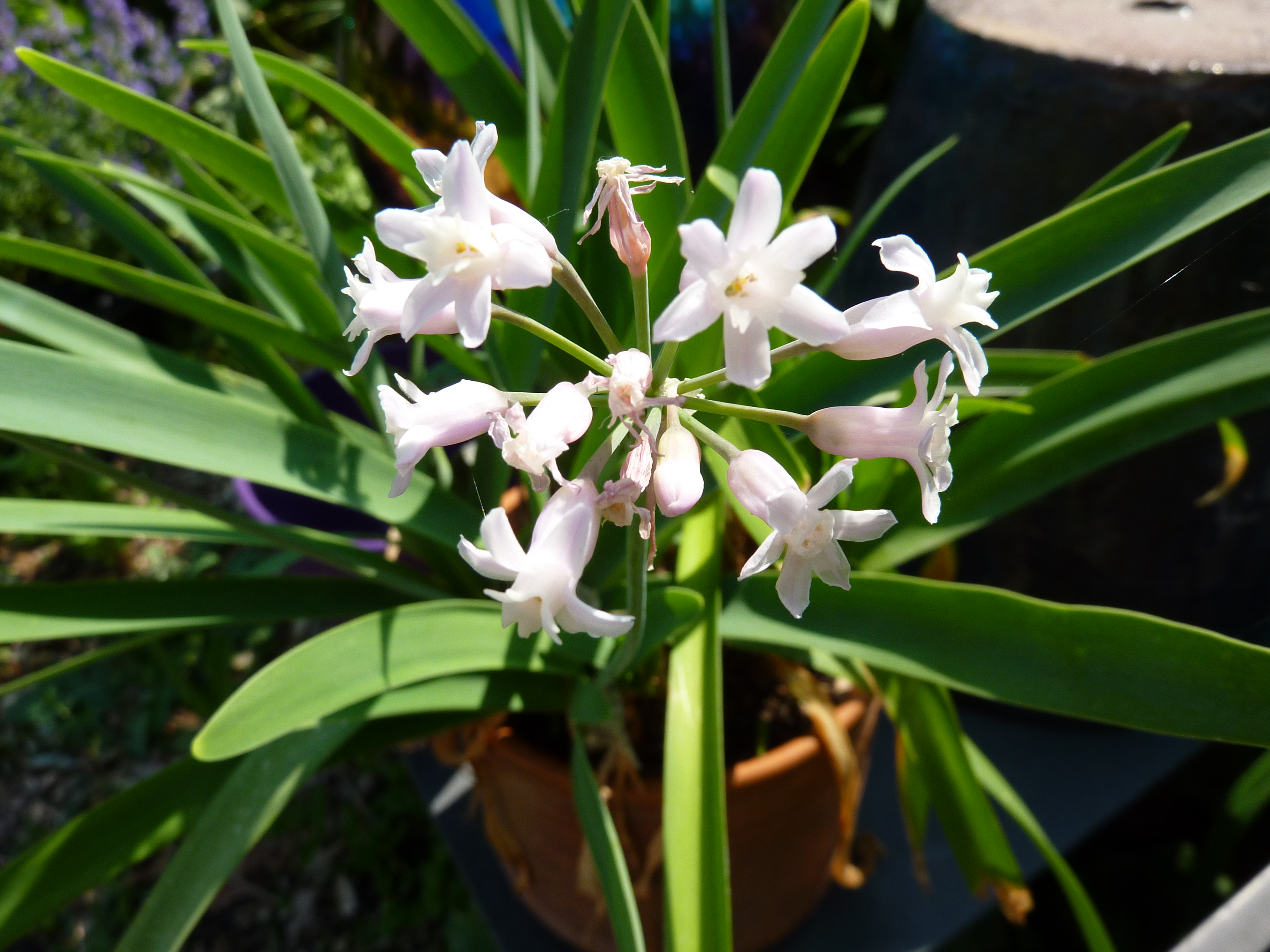
Tulbagie vonná jako kbelíková rostlina

### Okrasné rostliny
Jako okrasná rostlina je pěstována zejména tulbagie fialová, v menší míře i tulbagie vonná. Jsou to poměrně nenáročné rostliny, odolné vůči suchu, škůdcům a chorobám. Vyžadují slunné stanoviště a dobře propustnou půdu. Doba květu je dosti dlouhá. Poměrně rychle se rozrůstají a vytvářejí porosty. V zástinu jsou vytáhlé a málo kvetou.
Rostliny prospívají v sušších a teplých oblastech s téměř či zcela bezmrazými zimami, jako je například Kalifornie. Za sucha nebo chladu zatahují. V podmínkách střední Evropy je možno je pěstovat jako kbelíkové rostliny nebo v chladném skleníku. Tulbagie fialová je v České republice většinou nabízená pod triviálními názvy česneková tráva nebo pokojový česnek.

### Potraviny
Listy i květy tulbagie fialové jsou jedlé a je možno je použít do salátů, polévek ap. nebo jako součást oblohy. Rovněž hlíza je jedlá, má česnekovou chuť, na rozdíl od česneku však nekazí dech. Květy i listy tulbagie fialové používají jihoafričtí Zulové jako zeleninu a nazývají ji icinzini. Rostlinu také vysazují v okolí svých obydlí na ochranu před hady.

### Lékařství a léčitelství
Tulbagie fialová je v domorodé medicíně ve Východním Kapsku a provincii KwaZulu-Natal používána při léčení celé řady neduhů, jako jsou horečky, nachlazení, astma, tuberkulóza, bolesti břicha a rakovina jícnu. Hlízy slouží k léčení plicní tuberkulózy a k likvidaci střevních parazitů. Zulové používají hlízy k přípravě afrodisiaka. Někteří Rastafariáni jedí rostlinu v zimním období spolu s chilli na prohřátí krve a proti bolestem a pálení. Listy rozmačkané na čele ulevují od bolesti hlavy. Z dalších druhů se využívá např. T. leucantha a T. acutiloba. Druhy s intenzivním pachem mají dobrý účinek proti střevním parazitům a používají se při léčení tuberkulózy.
V Jižní Africe se hlízy T. alliacea používají k přípravě lázně na léčení revmatismu.

### Další využití
Tulbagie fialová má antimikrobiální účinky proti rostlinným patogenům, jako jsou různá bakteriální onemocnění (Clavibacter michiganensis, Ralstonia solanacearum, Xanthomonas campestris) a široká škála houbových chorob (Botrytis cinerea, Sclerotium rolfsii, Rhizoctonia solani, Mycosphaerella pinodes, Botryosphaeria dothidea, Pythium ultimum).
Druhy T. dieterlenii a T. leucantha jsou míchány s tabákem k zesílení jeho účinku.